# Ключарёва, Наталья Львовна
Ната́лья Льво́вна Ключарёва (род. 1981, Пермь) — русскоязычная поэтесса, прозаик, журналистка.

## Биография
С 1992 года проживала в Ярославле, где закончила филологический факультет Ярославского педагогического университета.
Работала на телевидении, редактором новостей. Занималась редактированием ярославского литературного альманаха «Игра в классиков». Публиковалась в местной и московской периодике.
С 2005 года проживает в Москве. Работает журналистом Издательского дома «Первое сентября».

## Книги
- 2006 — «Белые пионеры».
- 2008 — «Россия, общий вагон»[1].
- 2009 — «SOS».
- 2009 — «Король улиток»
- 2010 — «Деревня дураков».
- 2011 — «В Африку, куда же ещё»
- 2014 — «Кенгурутро»
- 2016 — «Счастье»[2].
- 2018 — «Время — настоящее»
- 2018 — «Дыши, дыши»
- 2023 — «Дневник конца света»

## Премии
- 2002 — шорт-лист премии «Дебют».
- 2007 — лауреат премии имени Юрия Казакова («Один год в Раю»)[3][4].
- 2009 — лонг-лист премии Национальный бестселлер («SOS»).
- 2011 — лауреат премии Ясная Поляна («Деревня дураков»)